# 名古屋証券取引所メイン市場上場企業一覧
名古屋証券取引所メイン市場上場企業一覧（なごやしょうけんとりひきじょメインじょうじょうきぎょういちらん）は、名古屋証券取引所メイン市場に上場している企業の一覧である。2025年3月26日時点での企業数は109社。

## 一覧
| コード | 銘柄名                             | 33業種区分       | 都道府県 | 設立 (創業) | 上場       | 公式ウェブサイト | 名証 |
| ------ | ---------------------------------- | ---------------- | -------- | ----------- | ---------- | ---------------- | ---- |
| 1438   | 岐阜造園                           | 建設業           | 岐阜県   | 1966年01月  | 2016年11月 | 公式ウェブサイト | 名証 |
| 1738   | NITTOH                             | 建設業           | 愛知県   | 1973年04月  | 2000年02月 | 公式ウェブサイト | 名証 |
| 1777   | 川崎設備工業                       | 建設業           | 愛知県   | 1951年10月  | 1996年01月 | 公式ウェブサイト | 名証 |
| 1811   | 錢高組                             | 建設業           | 東京都   | 1931年04月  | 1961年10月 | 公式ウェブサイト | 名証 |
| 1869   | 名工建設                           | 建設業           | 愛知県   | 1941年06月  | 1982年01月 | 公式ウェブサイト | 名証 |
| 1892   | 徳倉建設                           | 建設業           | 愛知県   | 1947年04月  | 1962年05月 | 公式ウェブサイト | 名証 |
| 2185   | シイエム・シイ                     | サービス業       | 愛知県   | 1962年05月  | 2008年12月 | 公式ウェブサイト | 名証 |
| 2224   | コモ                               | 食料品           | 愛知県   | 1984年06月  | 1997年12月 | 公式ウェブサイト | 名証 |
| 2327   | 日鉄ソリューションズ               | 情報・通信業     | 東京都   | 1980年10月  | 2002年10月 | 公式ウェブサイト | 名証 |
| 2329   | 東北新社                           | 情報・通信業     | 東京都   | 1961年04月  | 2002年10月 | 公式ウェブサイト | 名証 |
| 2479   | ジェイテック                       | サービス業       | 東京都   | 1996年08月  | 2006年04月 | 公式ウェブサイト | 名証 |
| 2551   | マルサンアイ                       | 食料品           | 愛知県   | 1952年03月  | 2001年06月 | 公式ウェブサイト | 名証 |
| 2778   | パレモ・ホールディングス           | 小売業           | 愛知県   | 1984年11月  | 2003年08月 | 公式ウェブサイト | 名証 |
| 2780   | コメ兵ホールディングス             | 小売業           | 愛知県   | 1979年05月  | 2003年09月 | 公式ウェブサイト | 名証 |
| 2806   | ユタカフーズ                       | 食料品           | 愛知県   | 1944年10月  | 1961年10月 | 公式ウェブサイト | 名証 |
| 2902   | 太陽化学                           | 食料品           | 三重県   | 1948年01月  | 1986年11月 | 公式ウェブサイト | 名証 |
| 2983   | アールプランナー                   | 不動産業         | 愛知県   | 2003年10月  | 2021年02月 | 公式ウェブサイト | 名証 |
| 3035   | ケイティケイ                       | 卸売業           | 愛知県   | 1971年06月  | 2006年04月 | 公式ウェブサイト | 名証 |
| 3066   | JBイレブン                         | 小売業           | 愛知県   | 1981年09月  | 2006年12月 | 公式ウェブサイト | 名証 |
| 3184   | ICDAホールディングス               | 小売業           | 三重県   | 2009年10月  | 2013年06月 | 公式ウェブサイト | 名証 |
| 3320   | クロスプラス                       | 卸売業           | 愛知県   | 1953年04月  | 2004年04月 | 公式ウェブサイト | 名証 |
| 3422   | J-MAX                              | 金属製品         | 岐阜県   | 1960年01月  | 1999年02月 | 公式ウェブサイト | 名証 |
| 3439   | 三ツ知                             | 金属製品         | 愛知県   | 1963年06月  | 2007年07月 | 公式ウェブサイト | 名証 |
| 3442   | MIEコーポレーション                | 金属製品         | 三重県   | 2008年01月  | 2008年01月 | 公式ウェブサイト | 名証 |
| 3461   | パルマ                             | 不動産業         | 東京都   | 1969年12月  | 2015年08月 | 公式ウェブサイト | 名証 |
| 3469   | デュアルタップ                     | 不動産業         | 東京都   | 2006年08月  | 2016年07月 | 公式ウェブサイト | 名証 |
| 3494   | マリオン                           | 不動産業         | 東京都   | 1986年11月  | 2018年09月 | 公式ウェブサイト | 名証 |
| 3504   | 丸八ホールディングス               | 繊維製品         | 神奈川県 | 2012年04月  | 2016年04月 | 公式ウェブサイト | 名証 |
| 3556   | リネットジャパングループ           | 小売業           | 愛知県   | 2000年07月  | 2016年12月 | 公式ウェブサイト | 名証 |
| 3559   | ピーバンドットコム                 | 卸売業           | 東京都   | 2002年04月  | 2017年03月 | 公式ウェブサイト | 名証 |
| 3670   | 協立情報通信                       | 情報・通信業     | 東京都   | 1965年06月  | 2013年02月 | 公式ウェブサイト | 名証 |
| 3842   | ネクストジェン                     | 情報・通信業     | 東京都   | 2001年11月  | 2007年03月 | 公式ウェブサイト | 名証 |
| 3947   | ダイナパック                       | パルプ・紙       | 愛知県   | 2005年01月  | 1976年07月 | 公式ウェブサイト | 名証 |
| 3958   | 笹徳印刷                           | パルプ・紙       | 愛知県   | 1950年07月  | 2023年09月 | 公式ウェブサイト | 名証 |
| 4125   | 三和油化工業                       | 化学             | 愛知県   | 1970年06月  | 2021年12月 | 公式ウェブサイト | 名証 |
| 4196   | ネオマーケティング                 | 情報・通信業     | 東京都   | 2000年10月  | 2021年04月 | 公式ウェブサイト | 名証 |
| 4247   | ポバール興業                       | 化学             | 愛知県   | 1964年11月  | 2014年06月 | 公式ウェブサイト | 名証 |
| 4361   | 川口化学工業                       | 化学             | 東京都   | 1937年01月  | 1961年10月 | 公式ウェブサイト | 名証 |
| 4616   | 川上塗料                           | 化学             | 兵庫県   | 1945年01月  | 1953年07月 | 公式ウェブサイト | 名証 |
| 4667   | アイサンテクノロジー               | 情報・通信業     | 愛知県   | 1970年08月  | 1997年04月 | 公式ウェブサイト | 名証 |
| 4691   | ワシントンホテル                   | サービス業       | 愛知県   | 1961年05月  | 2019年10月 | 公式ウェブサイト | 名証 |
| 4760   | アルファ                           | サービス業       | 岡山県   | 1984年01月  | 2000年06月 | 公式ウェブサイト | 名証 |
| 5271   | トーヨーアサノ                     | ガラス・土石製品 | 静岡県   | 1951年12月  | 1962年09月 | 公式ウェブサイト | 名証 |
| 5287   | イトーヨーギョー                   | ガラス・土石製品 | 大阪府   | 1950年12月  | 1999年01月 | 公式ウェブサイト | 名証 |
| 5342   | ジャニス工業                       | ガラス・土石製品 | 愛知県   | 1935年05月  | 1967年07月 | 公式ウェブサイト | 名証 |
| 5343   | ニッコー                           | ガラス・土石製品 | 石川県   | 1950年08月  | 1989年10月 | 公式ウェブサイト | 名証 |
| 5356   | 美濃窯業                           | ガラス・土石製品 | 愛知県   | 1918年08月  | 1949年05月 | 公式ウェブサイト | 名証 |
| 5386   | 鶴弥                               | ガラス・土石製品 | 愛知県   | 1968年02月  | 1994年08月 | 公式ウェブサイト | 名証 |
| 5530   | 日本システムバンク                 | 不動産業         | 福井県   | 1996年07月  | 2023年04月 | 公式ウェブサイト | 名証 |
| 5589   | オートサーバー                     | 情報・通信業     | 東京都   | 2015年11月  | 2023年09月 | 公式ウェブサイト | 名証 |
| 5607   | 中央可鍛工業                       | 鉄鋼             | 愛知県   | 1944年01月  | 1961年10月 | 公式ウェブサイト | 名証 |
| 5918   | 瀧上工業                           | 金属製品         | 愛知県   | 1937年02月  | 1961年10月 | 公式ウェブサイト | 名証 |
| 5952   | アマテイ                           | 金属製品         | 兵庫県   | 1949年12月  | 1961年10月 | 公式ウェブサイト | 名証 |
| 5979   | カネソウ                           | 金属製品         | 三重県   | 1979年10月  | 1997年03月 | 公式ウェブサイト | 名証 |
| 5994   | ファインシンター                   | 金属製品         | 愛知県   | 1950年12月  | 1962年06月 | 公式ウェブサイト | 名証 |
| 6074   | ジェイエスエス                     | サービス業       | 大阪府   | 1976年07月  | 2013年06月 | 公式ウェブサイト | 名証 |
| 6111   | 旭精機工業                         | 機械             | 愛知県   | 1953年08月  | 1961年10月 | 公式ウェブサイト | 名証 |
| 6142   | 富士精工                           | 機械             | 愛知県   | 1958年03月  | 1982年10月 | 公式ウェブサイト | 名証 |
| 6225   | エコム                             | 機械             | 静岡県   | 1985年08月  | 2023年03月 | 公式ウェブサイト | 名証 |
| 6267   | ゼネラルパッカー                   | 機械             | 愛知県   | 1966年02月  | 2003年12月 | 公式ウェブサイト | 名証 |
| 6342   | 太平製作所                         | 機械             | 愛知県   | 1925年05月  | 1961年10月 | 公式ウェブサイト | 名証 |
| 6346   | キクカワエンタープライズ           | 機械             | 三重県   | 1897年11月  | 1964年04月 | 公式ウェブサイト | 名証 |
| 6396   | 宇野澤組鐵工所                     | 機械             | 東京都   | 1933年12月  | 1962年11月 | 公式ウェブサイト | 名証 |
| 6439   | 中日本鋳工                         | 機械             | 愛知県   | 1943年05月  | 1961年10月 | 公式ウェブサイト | 名証 |
| 6565   | ABホテル                           | サービス業       | 愛知県   | 2014年10月  | 2017年12月 | 公式ウェブサイト | 名証 |
| 6615   | ユー・エム・シー・エレクトロニクス | 電気機器         | 埼玉県   | 1968年01月  | 2016年03月 | 公式ウェブサイト | 名証 |
| 6655   | 東洋電機                           | 電気機器         | 愛知県   | 1947年07月  | 1997年01月 | 公式ウェブサイト | 名証 |
| 6797   | 名古屋電機工業                     | 電気機器         | 愛知県   | 1958年05月  | 2000年09月 | 公式ウェブサイト | 名証 |
| 6846   | 中央製作所                         | 電気機器         | 愛知県   | 1936年04月  | 1961年10月 | 公式ウェブサイト | 名証 |
| 7076   | 名南M&A                            | サービス業       | 愛知県   | 2014年10月  | 2019年12月 | 公式ウェブサイト | 名証 |
| 7129   | ミアヘルサホールディングス         | 小売業           | 東京都   | 2021年10月  | 2021年10月 | 公式ウェブサイト | 名証 |
| 7227   | アスカ                             | 輸送用機器       | 愛知県   | 1953年12月  | 1997年07月 | 公式ウェブサイト | 名証 |
| 7412   | アトム                             | 小売業           | 愛知県   | 1972年01月  | 1994年11月 | 公式ウェブサイト | 名証 |
| 7488   | ヤガミ                             | 卸売業           | 愛知県   | 1966年03月  | 1996年02月 | 公式ウェブサイト | 名証 |
| 7675   | セントラルフォレストグループ       | 卸売業           | 愛知県   | 2019年04月  | 2019年04月 | 公式ウェブサイト | 名証 |
| 7682   | 浜木綿                             | 小売業           | 愛知県   | 1968年02月  | 2019年10月 | 公式ウェブサイト | 名証 |
| 7870   | 福島印刷                           | その他製品       | 石川県   | 1952年09月  | 1997年05月 | 公式ウェブサイト | 名証 |
| 7871   | フクビ化学工業                     | 化学             | 福井県   | 1953年05月  | 1997年03月 | 公式ウェブサイト | 名証 |
| 7875   | 竹田iPホールディングス             | その他製品       | 愛知県   | 1946年11月  | 1996年01月 | 公式ウェブサイト | 名証 |
| 7878   | 光・彩                             | その他製品       | 山梨県   | 1967年04月  | 1995年10月 | 公式ウェブサイト | 名証 |
| 7896   | セブン工業                         | その他製品       | 岐阜県   | 1961年02月  | 1991年05月 | 公式ウェブサイト | 名証 |
| 7928   | 旭化学工業                         | 化学             | 愛知県   | 1966年09月  | 1993年04月 | 公式ウェブサイト | 名証 |
| 7946   | 光陽社                             | その他製品       | 東京都   | 1949年10月  | 1989年11月 | 公式ウェブサイト | 名証 |
| 7950   | 日本デコラックス                   | 化学             | 愛知県   | 1958年08月  | 1988年11月 | 公式ウェブサイト | 名証 |
| 7953   | 菊水化学工業                       | その他製品       | 愛知県   | 1959年05月  | 1988年11月 | 公式ウェブサイト | 名証 |
| 7975   | リヒトラブ                         | その他製品       | 大阪府   | 1948年05月  | 1962年09月 | 公式ウェブサイト | 名証 |
| 8071   | 東海エレクトロニクス               | 卸売業           | 愛知県   | 1955年05月  | 1986年12月 | 公式ウェブサイト | 名証 |
| 8076   | カノークス                         | 卸売業           | 愛知県   | 1948年01月  | 1961年10月 | 公式ウェブサイト | 名証 |
| 8145   | 中部水産                           | 卸売業           | 愛知県   | 1946年02月  | 1984年11月 | 公式ウェブサイト | 名証 |
| 8190   | ヤマナカ                           | 小売業           | 愛知県   | 1957年07月  | 1981年02月 | 公式ウェブサイト | 名証 |
| 8225   | タカチホ                           | 卸売業           | 長野県   | 1949年02月  | 1994年10月 | 公式ウェブサイト | 名証 |
| 8228   | マルイチ産商                       | 卸売業           | 長野県   | 1951年01月  | 1988年12月 | 公式ウェブサイト | 名証 |
| 8886   | ウッドフレンズ                     | 不動産業         | 愛知県   | 1982年11月  | 2000年12月 | 公式ウェブサイト | 名証 |
| 8891   | AMGホールディングス                | 不動産業         | 愛知県   | 1986年07月  | 2001年07月 | 公式ウェブサイト | 名証 |
| 8995   | 誠建設工業                         | 不動産業         | 大阪府   | 1991年04月  | 2006年02月 | 公式ウェブサイト | 名証 |
| 9040   | 大宝運輸                           | 陸運業           | 愛知県   | 1951年09月  | 1996年10月 | 公式ウェブサイト | 名証 |
| 9073   | 京極運輸商事                       | 陸運業           | 東京都   | 1947年05月  | 1966年09月 | 公式ウェブサイト | 名証 |
| 9170   | 成友興業                           | サービス業       | 東京都   | 1975年03月  | 2023年10月 | 公式ウェブサイト | 名証 |
| 9221   | フルハシEPO                        | サービス業       | 愛知県   | 1948年02月  | 2022年04月 | 公式ウェブサイト | 名証 |
| 9249   | 日本エコシステム                   | サービス業       | 愛知県   | 1998年11月  | 2021年10月 | 公式ウェブサイト | 名証 |
| 9357   | 名港海運                           | 倉庫・運輸関連業 | 愛知県   | 1949年04月  | 1962年09月 | 公式ウェブサイト | 名証 |
| 9359   | 伊勢湾海運                         | 倉庫・運輸関連業 | 愛知県   | 1949年01月  | 1962年09月 | 公式ウェブサイト | 名証 |
| 9471   | 文溪堂                             | 情報・通信業     | 岐阜県   | 1953年12月  | 1988年09月 | 公式ウェブサイト | 名証 |
| 9643   | 中日本興業                         | サービス業       | 愛知県   | 1954年07月  | 1961年10月 | 公式ウェブサイト | 名証 |
| 9664   | 御園座                             | サービス業       | 愛知県   | 1896年06月  | 1949年05月 | 公式ウェブサイト | 名証 |
| 9913   | 日邦産業                           | 卸売業           | 愛知県   | 1952年03月  | 1991年11月 | 公式ウェブサイト | 名証 |
| 9914   | 植松商会                           | 卸売業           | 宮城県   | 1955年06月  | 1991年11月 | 公式ウェブサイト | 名証 |
| 9969   | ショクブン                         | 小売業           | 愛知県   | 1977年12月  | 1994年04月 | 公式ウェブサイト | 名証 |
| 212A   | フィットイージー                   | サービス業       | 岐阜県   | 2018年07月  | 2024年07月 | 公式ウェブサイト | 名証 |